# Тарськ
Тарськ (рос. Тарск) — присілок у складі Парабельського району Томської області, Росія. Входить до складу Старицинського сільського поселення.

## Населення
Населення — 121 особа (2010; 202 у 2002).
Національний склад (станом на 2002 рік):
- росіяни — 89 %